# Fortià (llinatge)

Escut d'armes dels Fortià al

Els Fortià (als textos medievals escrit sobretot Forcià) foren un llinatge de la baixa noblesa catalana medieval oriünd de la localitat altempordanesa de Fortià, situat al comtat d'Empúries, del qual eren feudataris. Durant l'últim quart del segle xiv habitaren sobretot a Barcelona i escalaren posicions a la cort reial. Uns Fortià catalans instal·lats a França des de finals del segle xiv i extints a mitjan segle xix es reclamaren descendents d'aquest llinatge.

## Armes heràldiques
D'argent, dues faixes de sable (segons els armorials de Bernat de Llupià i d'Esteve Tamburini; als posteriors, faixé de sis peces, argent i sable o, també, or i sable; en altres, argent i dos pals de sable, i encara altres combinacions). Els Fortià francesos portaren armes diferents: d'atzur, una torre d'or, portada, finestrada i massonada de sable, posada sobre un munt de set puntes de sinople, i amb la divisa Turris fortissima virtus ("La virtut és la torre més forta").

## Casa pairal
Situada a la localitat de Fortià existeix un casal anomenat Casa de la reina Sibil·la. En realitat, és una obra renaixentista de 1628, construïda per la família fortianenca dels Ferrer. Les excavacions arqueològiques no documenten restes de l'època, si bé sembla aixecada sobre restes altmedievals. L'atribució de la casa a la reina de Pere III el Cerimoniós fou feta pel falangista Andreu Brugués aleshores president de l'Institut d'Estudis Empordanesos, el qual encarregà també un llibre referent a la mateixa monarca.

## Membres destacats
Els membres més prominents d'aquest llinatge foren la reina Sibil·la de Fortià i el seu germà Bernat de Fortià. La descendència de Sibil·la i Pere III reforçà els drets al tron de Jaume d'Urgell i de Pere de Portugal.
No es coneix descendència de Bernat de Fortià a Catalunya. El 1492 un Joan de Fortià feu testament a Montpeller i es reconegué net de Bernat, que s'hauria casat en aquesta ciutat. Els descendents d'aquest Joan de Fortià s'instal·laren a Avinyó el 1507, on participaren en l'administració del territori pontifici, adquiriren terres i senyories i entraren al servei dels reis de França, que els naturalitzaren francesos el 1550 i els ennobliren. A partir de la segona meitat del segle xvi aquest llinatge es dividí en diferents branques: la primogènita dels Fortia-Durban ("d'Urban"), extinta el 1843, la dels Fortia-Montréal (+1796), la dels Fortia-Piles (+1824), la dels Fortia-Chailly (+1741), i altres de menors (també extintes).
Entre els membres d'aquest llinatge Fortia de França destaca François de Fortia-Durban (1631-1700), senyor de Salettes, que es distingí en el servei militar de Lluís XIV, el qual li infeudà els llocs de Fortià i de Fortianell durant el seu regnat a Catalunya, que François reclamà com a pertanyents als seus avantpassats, i més tard el nomenà primer governador de Montlluís, plaça forta que contribuí a bastir.

## Genealogia
Els Fortià i els seus descendents a Catalunya durant els segles xiv i xv:
|                                                                           |                                                                           |                                                                           |                                                                           |                                                                           |                                                                           |  |  |                                               |                                               |                                               |                                               |                                               |                                               |  |  |                                                  |                                                  |                                                  |                                                  |                                                  |                                                  |                                     |                                     |                                     |                                     |                                     |                                     |                       |                       |                                  |                                  |                                  |                                  |                                  |                                  |                                                     |                                                     |                                                     |                                                     |                                                     |                                                     |                        |                        |                        |                        |  |  |  |  |                                               |                                               |                                               |                                               |                                                |                                                |                                                |                                                |                                                |                                                |                            |                            |                                                                                        |                                                                                        |                                                                                        |                                                                                        |                                                                                        |                                                                                        |                                                |                                                |                                                |                                                |                               |                               |                                            |                                            |                                            |                                            |                                            |                                            |
|                                                                           |                                                                           |                                                                           |                                                                           |                                                                           |                                                                           |  |  |                                               |                                               |                                               |                                               |                                               |                                               |  |  |                                                  |                                                  |                                                  |                                                  |                                                  |                                                  |                                     |                                     |                                     |                                     |                                     |                                     |                       |                       |                                  |                                  |                                  |                                  |                                  |                                  |                                                     |                                                     |                                                     |                                                     |                                                     |                                                     |                        |                        |                        |                        |  |  |  |  |                                               |                                               |                                               |                                               |                                                |                                                |                                                |                                                |                                                |                                                |                            |                            |                                                                                        |                                                                                        |                                                                                        |                                                                                        |                                                                                        |                                                                                        |                                                |                                                |                                                |                                                |                               |                               |                                            |                                            |                                            |                                            |                                            |                                            |
|                                                                           |                                                                           |                                                                           |                                                                           |                                                                           |                                                                           |  |  | Francesc de Fortià canonge de Girona fl. 1343 | Francesc de Fortià canonge de Girona fl. 1343 | Francesc de Fortià canonge de Girona fl. 1343 | Francesc de Fortià canonge de Girona fl. 1343 | Francesc de Fortià canonge de Girona fl. 1343 | Francesc de Fortià canonge de Girona fl. 1343 |  |  |                                                  |                                                  |                                                  |                                                  |                                                  |                                                  | Berenguer de Fortià donzell †a.1375 | Berenguer de Fortià donzell †a.1375 | Berenguer de Fortià donzell †a.1375 | Berenguer de Fortià donzell †a.1375 | Berenguer de Fortià donzell †a.1375 | Berenguer de Fortià donzell †a.1375 |                       |                       | Francesca de Vilamarí i de Palau | Francesca de Vilamarí i de Palau | Francesca de Vilamarí i de Palau | Francesca de Vilamarí i de Palau | Francesca de Vilamarí i de Palau | Francesca de Vilamarí i de Palau |                                                     |                                                     |                                                     |                                                     |                                                     |                                                     |                        |                        |                        |                        |  |  |  |  |                                               |                                               |                                               |                                               |                                                |                                                |                                                |                                                |                                                |                                                |                            |                            |                                                                                        |                                                                                        |                                                                                        |                                                                                        |                                                                                        |                                                                                        |                                                |                                                |                                                |                                                |                               |                               |                                            |                                            |                                            |                                            |                                            |                                            |
|                                                                           |                                                                           |                                                                           |                                                                           |                                                                           |                                                                           |  |  | Francesc de Fortià canonge de Girona fl. 1343 | Francesc de Fortià canonge de Girona fl. 1343 | Francesc de Fortià canonge de Girona fl. 1343 | Francesc de Fortià canonge de Girona fl. 1343 | Francesc de Fortià canonge de Girona fl. 1343 | Francesc de Fortià canonge de Girona fl. 1343 |  |  |                                                  |                                                  |                                                  |                                                  |                                                  |                                                  | Berenguer de Fortià donzell †a.1375 | Berenguer de Fortià donzell †a.1375 | Berenguer de Fortià donzell †a.1375 | Berenguer de Fortià donzell †a.1375 | Berenguer de Fortià donzell †a.1375 | Berenguer de Fortià donzell †a.1375 |                       |                       | Francesca de Vilamarí i de Palau | Francesca de Vilamarí i de Palau | Francesca de Vilamarí i de Palau | Francesca de Vilamarí i de Palau | Francesca de Vilamarí i de Palau | Francesca de Vilamarí i de Palau |                                                     |                                                     |                                                     |                                                     |                                                     |                                                     |                        |                        |                        |                        |  |  |  |  |                                               |                                               |                                               |                                               |                                                |                                                |                                                |                                                |                                                |                                                |                            |                            |                                                                                        |                                                                                        |                                                                                        |                                                                                        |                                                                                        |                                                                                        |                                                |                                                |                                                |                                                |                               |                               |                                            |                                            |                                            |                                            |                                            |                                            |
|                                                                           |                                                                           |                                                                           |                                                                           |                                                                           |                                                                           |  |  |                                               |                                               |                                               |                                               |                                               |                                               |  |  |                                                  |                                                  |                                                  |                                                  |                                                  |                                                  |                                     |                                     |                                     |                                     |                                     |                                     |                       |                       |                                  |                                  |                                  |                                  |                                  |                                  |                                                     |                                                     |                                                     |                                                     |                                                     |                                                     |                        |                        |                        |                        |  |  |  |  |                                               |                                               |                                               |                                               |                                                |                                                |                                                |                                                |                                                |                                                |                            |                            |                                                                                        |                                                                                        |                                                                                        |                                                                                        |                                                                                        |                                                                                        |                                                |                                                |                                                |                                                |                               |                               |                                            |                                            |                                            |                                            |                                            |                                            |
|                                                                           |                                                                           |                                                                           |                                                                           |                                                                           |                                                                           |  |  |                                               |                                               |                                               |                                               |                                               |                                               |  |  |                                                  |                                                  |                                                  |                                                  |                                                  |                                                  |                                     |                                     |                                     |                                     |                                     |                                     |                       |                       |                                  |                                  |                                  |                                  |                                  |                                  |                                                     |                                                     |                                                     |                                                     |                                                     |                                                     |                        |                        |                        |                        |  |  |  |  |                                               |                                               |                                               |                                               |                                                |                                                |                                                |                                                |                                                |                                                |                            |                            |                                                                                        |                                                                                        |                                                                                        |                                                                                        |                                                                                        |                                                                                        |                                                |                                                |                                                |                                                |                               |                               |                                            |                                            |                                            |                                            |                                            |                                            |
|                                                                           |                                                                           |                                                                           |                                                                           |                                                                           |                                                                           |  |  | Marquesa de Fortià                            | Marquesa de Fortià                            | Marquesa de Fortià                            | Marquesa de Fortià                            | Marquesa de Fortià                            | Marquesa de Fortià                            |  |  | Berenguer de Barutell cavaller conseller del rei | Berenguer de Barutell cavaller conseller del rei | Berenguer de Barutell cavaller conseller del rei | Berenguer de Barutell cavaller conseller del rei | Berenguer de Barutell cavaller conseller del rei | Berenguer de Barutell cavaller conseller del rei |                                     |                                     |                                     |                                     |                                     |                                     |                       |                       |                                  |                                  |                                  |                                  |                                  |                                  | Bernat de Fortià cavaller conseller del rei †d.1424 | Bernat de Fortià cavaller conseller del rei †d.1424 | Bernat de Fortià cavaller conseller del rei †d.1424 | Bernat de Fortià cavaller conseller del rei †d.1424 | Bernat de Fortià cavaller conseller del rei †d.1424 | Bernat de Fortià cavaller conseller del rei †d.1424 |                        |                        |                        |                        |  |  |  |  |                                               |                                               |                                               |                                               | Sibil·la de Fortià reina d'Aragó *c.1350 †1406 | Sibil·la de Fortià reina d'Aragó *c.1350 †1406 | Sibil·la de Fortià reina d'Aragó *c.1350 †1406 | Sibil·la de Fortià reina d'Aragó *c.1350 †1406 | Sibil·la de Fortià reina d'Aragó *c.1350 †1406 | Sibil·la de Fortià reina d'Aragó *c.1350 †1406 |                            |                            | 1 Artal de Foces cavaller =1371 †1374 2 Pere III el Cerimoniós rei d'Aragó =1377 †1387 | 1 Artal de Foces cavaller =1371 †1374 2 Pere III el Cerimoniós rei d'Aragó =1377 †1387 | 1 Artal de Foces cavaller =1371 †1374 2 Pere III el Cerimoniós rei d'Aragó =1377 †1387 | 1 Artal de Foces cavaller =1371 †1374 2 Pere III el Cerimoniós rei d'Aragó =1377 †1387 | 1 Artal de Foces cavaller =1371 †1374 2 Pere III el Cerimoniós rei d'Aragó =1377 †1387 | 1 Artal de Foces cavaller =1371 †1374 2 Pere III el Cerimoniós rei d'Aragó =1377 †1387 |                                                |                                                |                                                |                                                |                               |                               |                                            |                                            |                                            |                                            |                                            |                                            |
|                                                                           |                                                                           |                                                                           |                                                                           |                                                                           |                                                                           |  |  | Marquesa de Fortià                            | Marquesa de Fortià                            | Marquesa de Fortià                            | Marquesa de Fortià                            | Marquesa de Fortià                            | Marquesa de Fortià                            |  |  | Berenguer de Barutell cavaller conseller del rei | Berenguer de Barutell cavaller conseller del rei | Berenguer de Barutell cavaller conseller del rei | Berenguer de Barutell cavaller conseller del rei | Berenguer de Barutell cavaller conseller del rei | Berenguer de Barutell cavaller conseller del rei |                                     |                                     |                                     |                                     |                                     |                                     |                       |                       |                                  |                                  |                                  |                                  |                                  |                                  | Bernat de Fortià cavaller conseller del rei †d.1424 | Bernat de Fortià cavaller conseller del rei †d.1424 | Bernat de Fortià cavaller conseller del rei †d.1424 | Bernat de Fortià cavaller conseller del rei †d.1424 | Bernat de Fortià cavaller conseller del rei †d.1424 | Bernat de Fortià cavaller conseller del rei †d.1424 |                        |                        |                        |                        |  |  |  |  |                                               |                                               |                                               |                                               | Sibil·la de Fortià reina d'Aragó *c.1350 †1406 | Sibil·la de Fortià reina d'Aragó *c.1350 †1406 | Sibil·la de Fortià reina d'Aragó *c.1350 †1406 | Sibil·la de Fortià reina d'Aragó *c.1350 †1406 | Sibil·la de Fortià reina d'Aragó *c.1350 †1406 | Sibil·la de Fortià reina d'Aragó *c.1350 †1406 |                            |                            | 1 Artal de Foces cavaller =1371 †1374 2 Pere III el Cerimoniós rei d'Aragó =1377 †1387 | 1 Artal de Foces cavaller =1371 †1374 2 Pere III el Cerimoniós rei d'Aragó =1377 †1387 | 1 Artal de Foces cavaller =1371 †1374 2 Pere III el Cerimoniós rei d'Aragó =1377 †1387 | 1 Artal de Foces cavaller =1371 †1374 2 Pere III el Cerimoniós rei d'Aragó =1377 †1387 | 1 Artal de Foces cavaller =1371 †1374 2 Pere III el Cerimoniós rei d'Aragó =1377 †1387 | 1 Artal de Foces cavaller =1371 †1374 2 Pere III el Cerimoniós rei d'Aragó =1377 †1387 |                                                |                                                |                                                |                                                |                               |                               |                                            |                                            |                                            |                                            |                                            |                                            |
|                                                                           |                                                                           |                                                                           |                                                                           |                                                                           |                                                                           |  |  |                                               |                                               |                                               |                                               |                                               |                                               |  |  |                                                  |                                                  |                                                  |                                                  |                                                  |                                                  |                                     |                                     |                                     |                                     |                                     |                                     |                       |                       |                                  |                                  |                                  |                                  |                                  |                                  |                                                     |                                                     |                                                     |                                                     |                                                     |                                                     |                        |                        |                        |                        |  |  |  |  |                                               |                                               |                                               |                                               |                                                |                                                |                                                |                                                |                                                |                                                |                            |                            |                                                                                        |                                                                                        |                                                                                        |                                                                                        |                                                                                        |                                                                                        |                                                |                                                |                                                |                                                |                               |                               |                                            |                                            |                                            |                                            |                                            |                                            |
|                                                                           |                                                                           |                                                                           |                                                                           |                                                                           |                                                                           |  |  |                                               |                                               |                                               |                                               |                                               |                                               |  |  |                                                  |                                                  |                                                  |                                                  |                                                  |                                                  |                                     |                                     |                                     |                                     |                                     |                                     |                       |                       |                                  |                                  |                                  |                                  |                                  |                                  |                                                     |                                                     |                                                     |                                                     |                                                     |                                                     |                        |                        |                        |                        |  |  |  |  |                                               |                                               |                                               |                                               |                                                |                                                |                                                |                                                |                                                |                                                |                            |                            |                                                                                        |                                                                                        |                                                                                        |                                                                                        |                                                                                        |                                                                                        |                                                |                                                |                                                |                                                |                               |                               |                                            |                                            |                                            |                                            |                                            |                                            |
| Berenguer de Barutell canonge de Barcelona ardiaca de Santa Maria del Mar | Berenguer de Barutell canonge de Barcelona ardiaca de Santa Maria del Mar | Berenguer de Barutell canonge de Barcelona ardiaca de Santa Maria del Mar | Berenguer de Barutell canonge de Barcelona ardiaca de Santa Maria del Mar | Berenguer de Barutell canonge de Barcelona ardiaca de Santa Maria del Mar | Berenguer de Barutell canonge de Barcelona ardiaca de Santa Maria del Mar |  |  | Bernat de Barutell                            | Bernat de Barutell                            | Bernat de Barutell                            | Bernat de Barutell                            | Bernat de Barutell                            | Bernat de Barutell                            |  |  | Maria de Molins =1382                            | Maria de Molins =1382                            | Maria de Molins =1382                            | Maria de Molins =1382                            | Maria de Molins =1382                            | Maria de Molins =1382                            |                                     |                                     | Francesca de Barutell               | Francesca de Barutell               | Francesca de Barutell               | Francesca de Barutell               | Francesca de Barutell | Francesca de Barutell |                                  |                                  | Pero Fernández de Híxar =1383    | Pero Fernández de Híxar =1383    | Pero Fernández de Híxar =1383    | Pero Fernández de Híxar =1383    | Pero Fernández de Híxar =1383                       | Pero Fernández de Híxar =1383                       |                                                     |                                                     | Pere de Barutell *1381                              | Pere de Barutell *1381                              | Pere de Barutell *1381 | Pere de Barutell *1381 | Pere de Barutell *1381 | Pere de Barutell *1381 |  |  |  |  | 2 Alfons d'Aragó comte de Morella *1376 †1377 | 2 Alfons d'Aragó comte de Morella *1376 †1377 | 2 Alfons d'Aragó comte de Morella *1376 †1377 | 2 Alfons d'Aragó comte de Morella *1376 †1377 | 2 Alfons d'Aragó comte de Morella *1376 †1377  | 2 Alfons d'Aragó comte de Morella *1376 †1377  |                                                |                                                | 2 Pere d'Aragó *1378 †1379                     | 2 Pere d'Aragó *1378 †1379                     | 2 Pere d'Aragó *1378 †1379 | 2 Pere d'Aragó *1378 †1379 | 2 Pere d'Aragó *1378 †1379                                                             | 2 Pere d'Aragó *1378 †1379                                                             |                                                                                        |                                                                                        | 2 Isabel d'Aragó *1377 †1424                                                           | 2 Isabel d'Aragó *1377 †1424                                                           | 2 Isabel d'Aragó *1377 †1424                   | 2 Isabel d'Aragó *1377 †1424                   | 2 Isabel d'Aragó *1377 †1424                   | 2 Isabel d'Aragó *1377 †1424                   |                               |                               | Jaume II el Dissortat comte d'Urgell =1407 | Jaume II el Dissortat comte d'Urgell =1407 | Jaume II el Dissortat comte d'Urgell =1407 | Jaume II el Dissortat comte d'Urgell =1407 | Jaume II el Dissortat comte d'Urgell =1407 | Jaume II el Dissortat comte d'Urgell =1407 |
| Berenguer de Barutell canonge de Barcelona ardiaca de Santa Maria del Mar | Berenguer de Barutell canonge de Barcelona ardiaca de Santa Maria del Mar | Berenguer de Barutell canonge de Barcelona ardiaca de Santa Maria del Mar | Berenguer de Barutell canonge de Barcelona ardiaca de Santa Maria del Mar | Berenguer de Barutell canonge de Barcelona ardiaca de Santa Maria del Mar | Berenguer de Barutell canonge de Barcelona ardiaca de Santa Maria del Mar |  |  | Bernat de Barutell                            | Bernat de Barutell                            | Bernat de Barutell                            | Bernat de Barutell                            | Bernat de Barutell                            | Bernat de Barutell                            |  |  | Maria de Molins =1382                            | Maria de Molins =1382                            | Maria de Molins =1382                            | Maria de Molins =1382                            | Maria de Molins =1382                            | Maria de Molins =1382                            |                                     |                                     | Francesca de Barutell               | Francesca de Barutell               | Francesca de Barutell               | Francesca de Barutell               | Francesca de Barutell | Francesca de Barutell |                                  |                                  | Pero Fernández de Híxar =1383    | Pero Fernández de Híxar =1383    | Pero Fernández de Híxar =1383    | Pero Fernández de Híxar =1383    | Pero Fernández de Híxar =1383                       | Pero Fernández de Híxar =1383                       |                                                     |                                                     | Pere de Barutell *1381                              | Pere de Barutell *1381                              | Pere de Barutell *1381 | Pere de Barutell *1381 | Pere de Barutell *1381 | Pere de Barutell *1381 |  |  |  |  | 2 Alfons d'Aragó comte de Morella *1376 †1377 | 2 Alfons d'Aragó comte de Morella *1376 †1377 | 2 Alfons d'Aragó comte de Morella *1376 †1377 | 2 Alfons d'Aragó comte de Morella *1376 †1377 | 2 Alfons d'Aragó comte de Morella *1376 †1377  | 2 Alfons d'Aragó comte de Morella *1376 †1377  |                                                |                                                | 2 Pere d'Aragó *1378 †1379                     | 2 Pere d'Aragó *1378 †1379                     | 2 Pere d'Aragó *1378 †1379 | 2 Pere d'Aragó *1378 †1379 | 2 Pere d'Aragó *1378 †1379                                                             | 2 Pere d'Aragó *1378 †1379                                                             |                                                                                        |                                                                                        | 2 Isabel d'Aragó *1377 †1424                                                           | 2 Isabel d'Aragó *1377 †1424                                                           | 2 Isabel d'Aragó *1377 †1424                   | 2 Isabel d'Aragó *1377 †1424                   | 2 Isabel d'Aragó *1377 †1424                   | 2 Isabel d'Aragó *1377 †1424                   |                               |                               | Jaume II el Dissortat comte d'Urgell =1407 | Jaume II el Dissortat comte d'Urgell =1407 | Jaume II el Dissortat comte d'Urgell =1407 | Jaume II el Dissortat comte d'Urgell =1407 | Jaume II el Dissortat comte d'Urgell =1407 | Jaume II el Dissortat comte d'Urgell =1407 |
|                                                                           |                                                                           |                                                                           |                                                                           |                                                                           |                                                                           |  |  |                                               |                                               |                                               |                                               |                                               |                                               |  |  |                                                  |                                                  |                                                  |                                                  |                                                  |                                                  |                                     |                                     |                                     |                                     |                                     |                                     |                       |                       |                                  |                                  |                                  |                                  |                                  |                                  |                                                     |                                                     |                                                     |                                                     |                                                     |                                                     |                        |                        |                        |                        |  |  |  |  |                                               |                                               |                                               |                                               |                                                |                                                |                                                |                                                |                                                |                                                |                            |                            |                                                                                        |                                                                                        |                                                                                        |                                                                                        |                                                                                        |                                                                                        |                                                |                                                |                                                |                                                |                               |                               |                                            |                                            |                                            |                                            |                                            |                                            |
|                                                                           |                                                                           |                                                                           |                                                                           |                                                                           |                                                                           |  |  |                                               |                                               |                                               |                                               |                                               |                                               |  |  |                                                  |                                                  |                                                  |                                                  |                                                  |                                                  |                                     |                                     |                                     |                                     |                                     |                                     |                       |                       |                                  |                                  |                                  |                                  |                                  |                                  |                                                     |                                                     |                                                     |                                                     |                                                     |                                                     |                        |                        |                        |                        |  |  |  |  |                                               |                                               |                                               |                                               |                                                |                                                |                                                |                                                |                                                |                                                |                            |                            | Pere de Portugal duc de Coïmbra =1428 †1449                                            | Pere de Portugal duc de Coïmbra =1428 †1449                                            | Pere de Portugal duc de Coïmbra =1428 †1449                                            | Pere de Portugal duc de Coïmbra =1428 †1449                                            | Pere de Portugal duc de Coïmbra =1428 †1449                                            | Pere de Portugal duc de Coïmbra =1428 †1449                                            |                                                |                                                | Elisabet d'Urgell *1409 †1443                  | Elisabet d'Urgell *1409 †1443                  | Elisabet d'Urgell *1409 †1443 | Elisabet d'Urgell *1409 †1443 | Elisabet d'Urgell *1409 †1443              | Elisabet d'Urgell *1409 †1443              |                                            |                                            |                                            |                                            |
|                                                                           |                                                                           |                                                                           |                                                                           |                                                                           |                                                                           |  |  |                                               |                                               |                                               |                                               |                                               |                                               |  |  |                                                  |                                                  |                                                  |                                                  |                                                  |                                                  |                                     |                                     |                                     |                                     |                                     |                                     |                       |                       |                                  |                                  |                                  |                                  |                                  |                                  |                                                     |                                                     |                                                     |                                                     |                                                     |                                                     |                        |                        |                        |                        |  |  |  |  |                                               |                                               |                                               |                                               |                                                |                                                |                                                |                                                |                                                |                                                |                            |                            | Pere de Portugal duc de Coïmbra =1428 †1449                                            | Pere de Portugal duc de Coïmbra =1428 †1449                                            | Pere de Portugal duc de Coïmbra =1428 †1449                                            | Pere de Portugal duc de Coïmbra =1428 †1449                                            | Pere de Portugal duc de Coïmbra =1428 †1449                                            | Pere de Portugal duc de Coïmbra =1428 †1449                                            |                                                |                                                | Elisabet d'Urgell *1409 †1443                  | Elisabet d'Urgell *1409 †1443                  | Elisabet d'Urgell *1409 †1443 | Elisabet d'Urgell *1409 †1443 | Elisabet d'Urgell *1409 †1443              | Elisabet d'Urgell *1409 †1443              |                                            |                                            |                                            |                                            |
|                                                                           |                                                                           |                                                                           |                                                                           |                                                                           |                                                                           |  |  |                                               |                                               |                                               |                                               |                                               |                                               |  |  |                                                  |                                                  |                                                  |                                                  |                                                  |                                                  |                                     |                                     |                                     |                                     |                                     |                                     |                       |                       |                                  |                                  |                                  |                                  |                                  |                                  |                                                     |                                                     |                                                     |                                                     |                                                     |                                                     |                        |                        |                        |                        |  |  |  |  |                                               |                                               |                                               |                                               |                                                |                                                |                                                |                                                |                                                |                                                |                            |                            |                                                                                        |                                                                                        |                                                                                        |                                                                                        |                                                                                        |                                                                                        |                                                |                                                |                                                |                                                |                               |                               |                                            |                                            |                                            |                                            |                                            |                                            |
|                                                                           |                                                                           |                                                                           |                                                                           |                                                                           |                                                                           |  |  | * naixement = matrimoni † defunció            | * naixement = matrimoni † defunció            | * naixement = matrimoni † defunció            | * naixement = matrimoni † defunció            | * naixement = matrimoni † defunció            | * naixement = matrimoni † defunció            |  |  |                                                  |                                                  |                                                  |                                                  |                                                  |                                                  |                                     |                                     |                                     |                                     |                                     |                                     |                       |                       |                                  |                                  |                                  |                                  |                                  |                                  |                                                     |                                                     |                                                     |                                                     |                                                     |                                                     |                        |                        |                        |                        |  |  |  |  |                                               |                                               |                                               |                                               |                                                |                                                |                                                |                                                |                                                |                                                |                            |                            |                                                                                        |                                                                                        |                                                                                        |                                                                                        | Pere de Portugal rei dels catalans *1429 †1466                                         | Pere de Portugal rei dels catalans *1429 †1466                                         | Pere de Portugal rei dels catalans *1429 †1466 | Pere de Portugal rei dels catalans *1429 †1466 | Pere de Portugal rei dels catalans *1429 †1466 | Pere de Portugal rei dels catalans *1429 †1466 |                               |                               |                                            |                                            |                                            |                                            |                                            |                                            |